# Військово-морські сили Швеції
Військово-морські сили Швеції (швед. Svenska marinen) — один з трьох видів збройних сил Швеції.
Станом на 2006 рік, чисельність ВМС Швеції становила 7900 чоловік.

## Історія
В 2019 році Швеція переводить штаб-квартиру своїх Військово-морських сил (ВМС) з Стокгольму до побудованої під час Холодної війни підземної фортеці на острові Муско (також відомий як Muskö або Muskoanlaggningen).
З 1 лютого 2020 року командувачем ВМС Швеції стала Єва Скуг Хаслум.

## Організаційний склад

### Підводні сили
- 1-ша флотилія підводних човнів[5], Карлскруна

### Надводні сили
- 3-тя флотилія бойових кораблів[6] (швед. 3.sjöstridsflj - Tredje sjöstridsflottiljen), Карлскруна
- 4-та флотилія бойових кораблів[7] (швед. 4.sjöstridsflj - Fjärde sjöstridsflottiljen), Ганінге

### Амфібійні сили
- Амфібійний полк[8] (швед. Amf 1 - Amfibieregementet), Ганінге

## Пункти базування
- ВМБ Карлскруна (швед. Marinbase (MarinB) Karlskrona) (головна, штаб ВМС)
- ВМБ Муске (швед. Marinbase (MarinB) Muskö) (база ПЧ)
- ВМБ Гетеборг (швед. Marinbase (MarinB) Göteborg)
- ВМБ Мальме (швед. Marinbase (MarinB) Malmö)
- ВМБ Вісбю (швед. Marinbase (MarinB) Visby)
- ВМБ Гернесанд (швед. Marinbase (MarinB) Härnösand)

## Військово-морські навчальні заклади
- Військово-морська академія (швед. Sjöstridsskolan (SSS)), Карлскруна[9]

## Бойовий склад

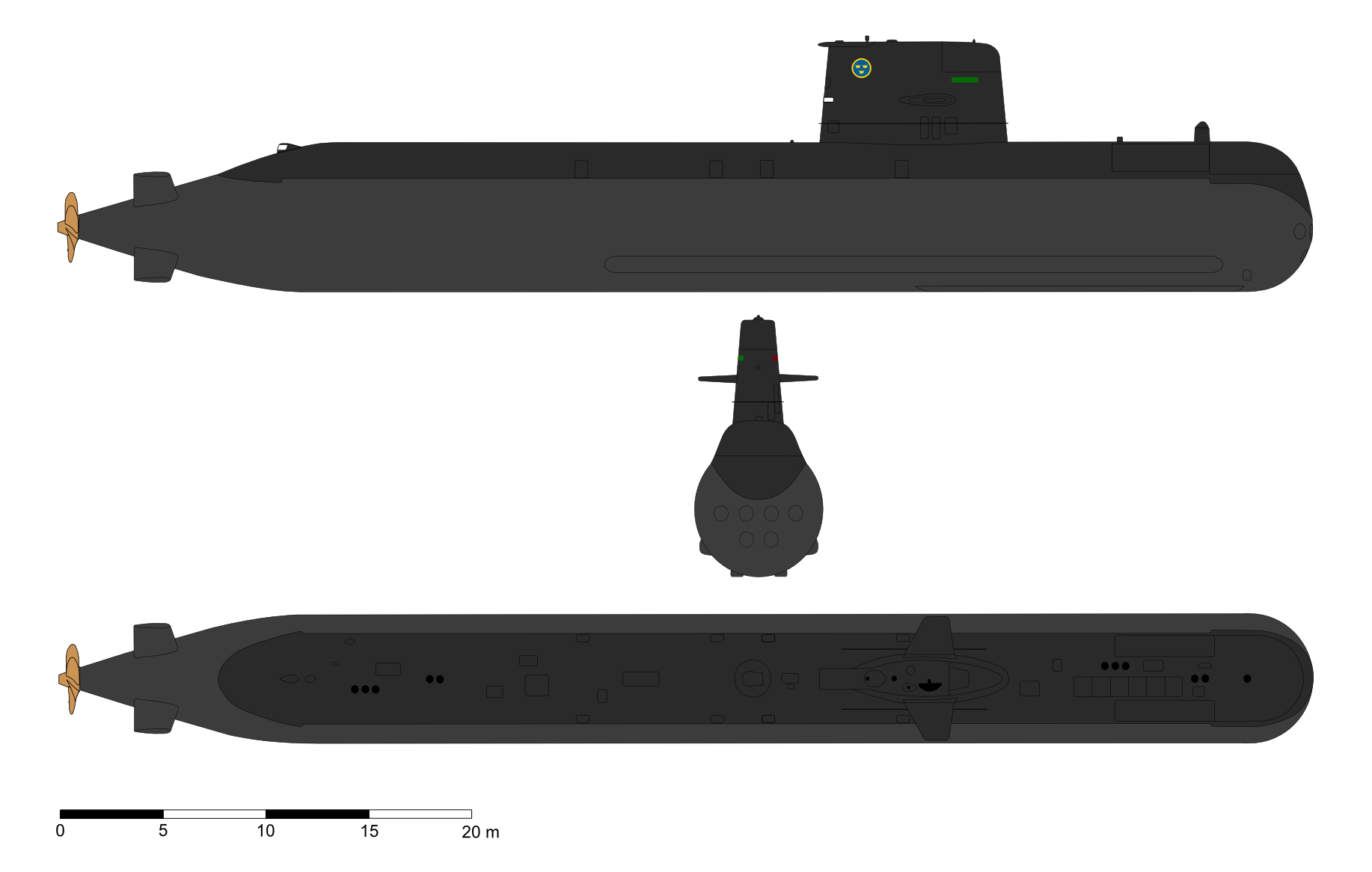
підводний човен типу «Готланд»

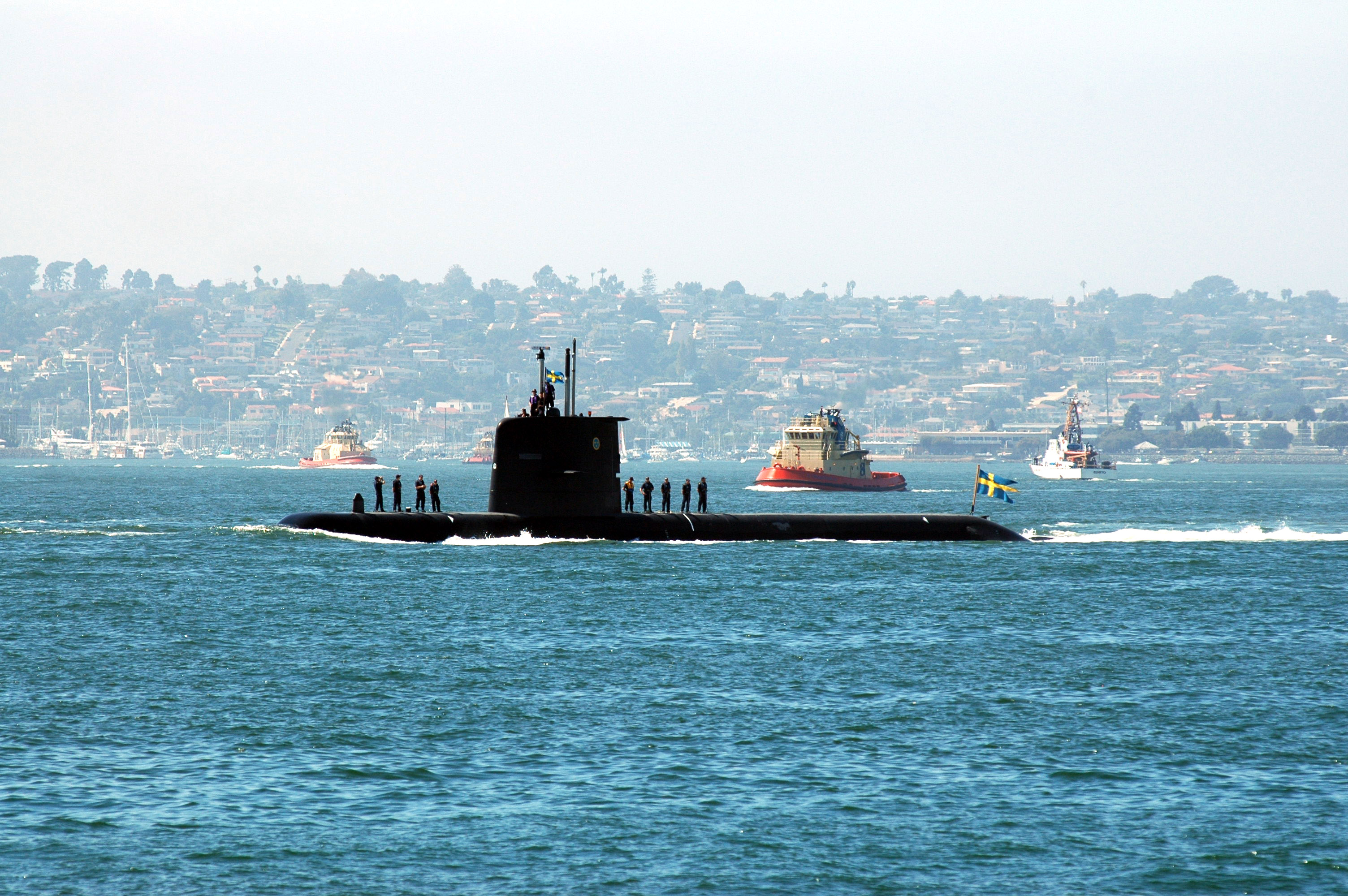
підводний човен типу «Готланд» HMS «Готланд»

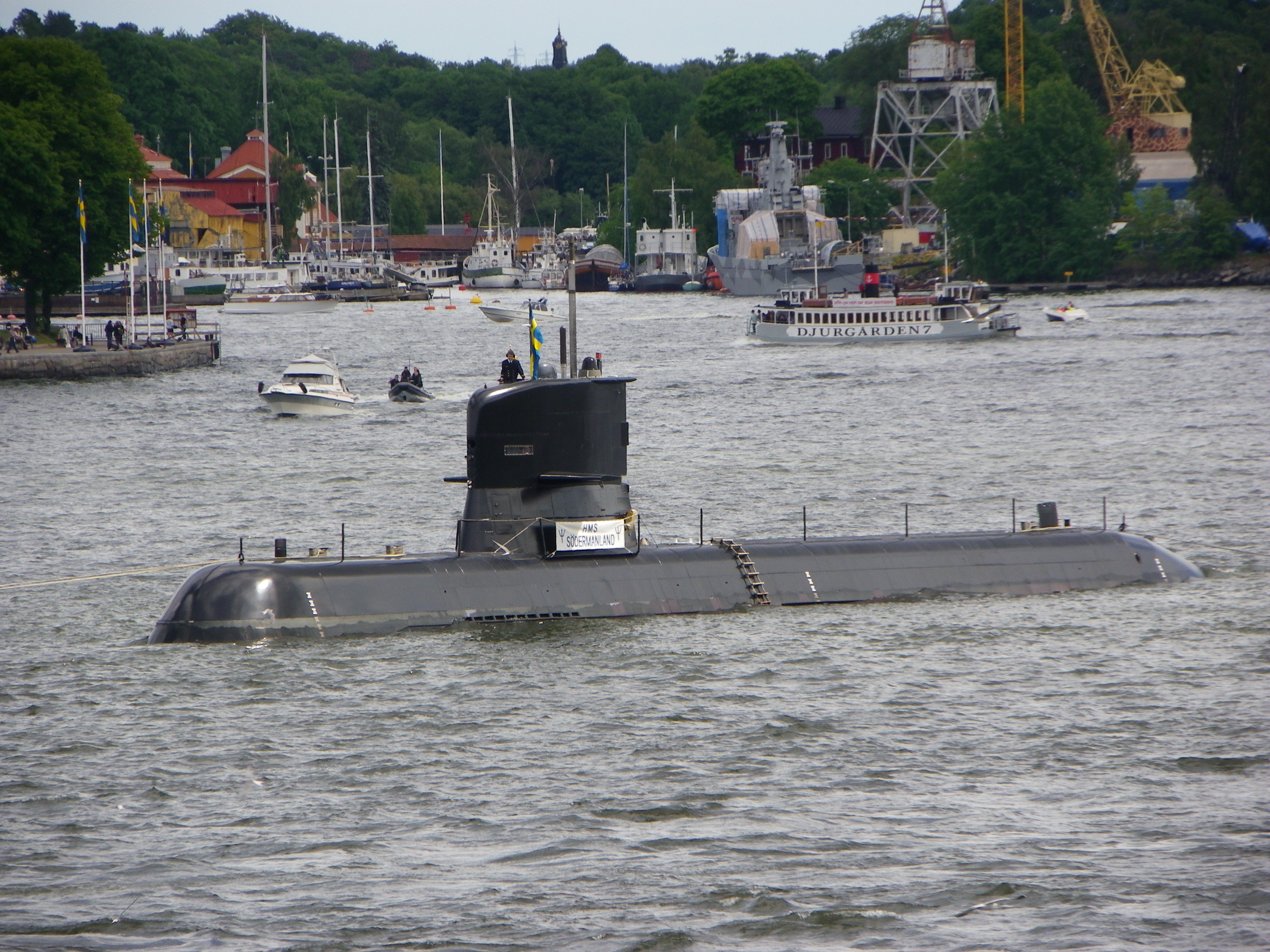
підводний човен типу «Седерманланд» HMS «Седерманланд»

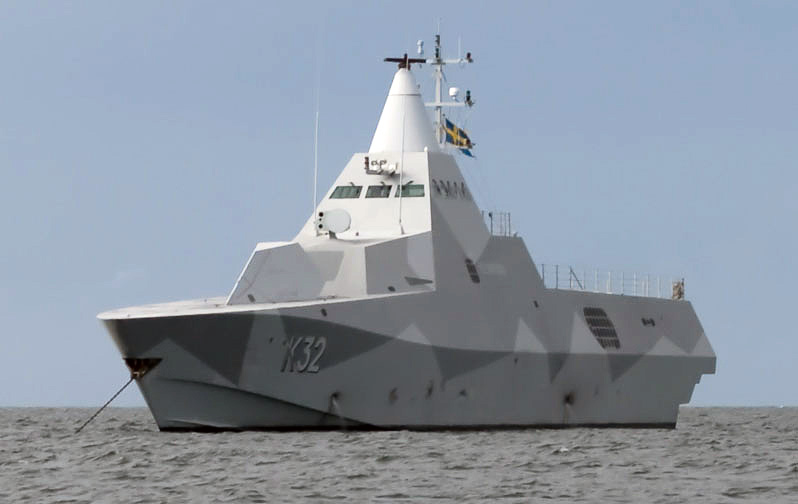
корвет типу «Вісбю» HMS «Гельсінгборг» (K32)

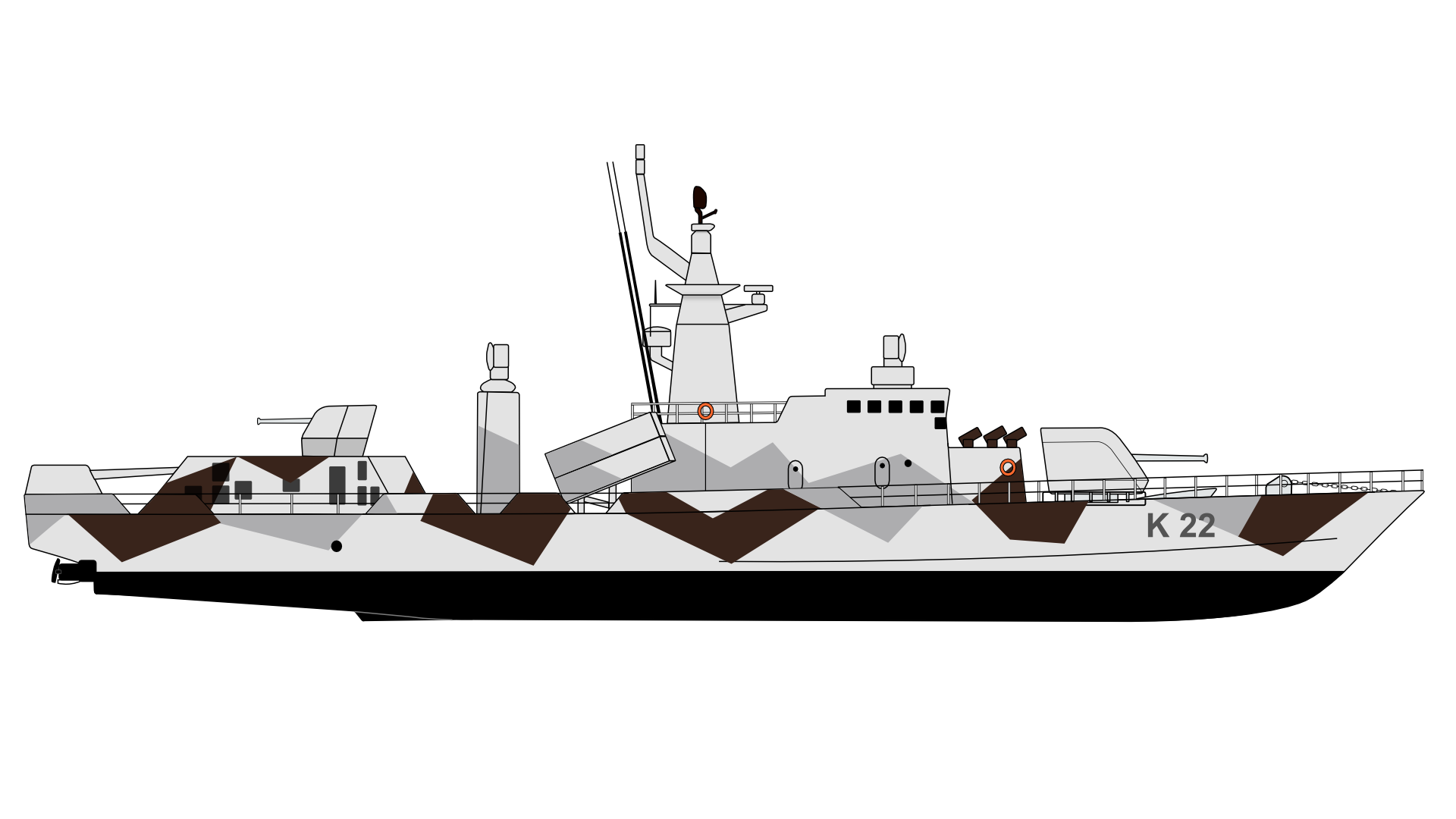
корвет типу «Гетеборг» HMS «Евле» (К22)

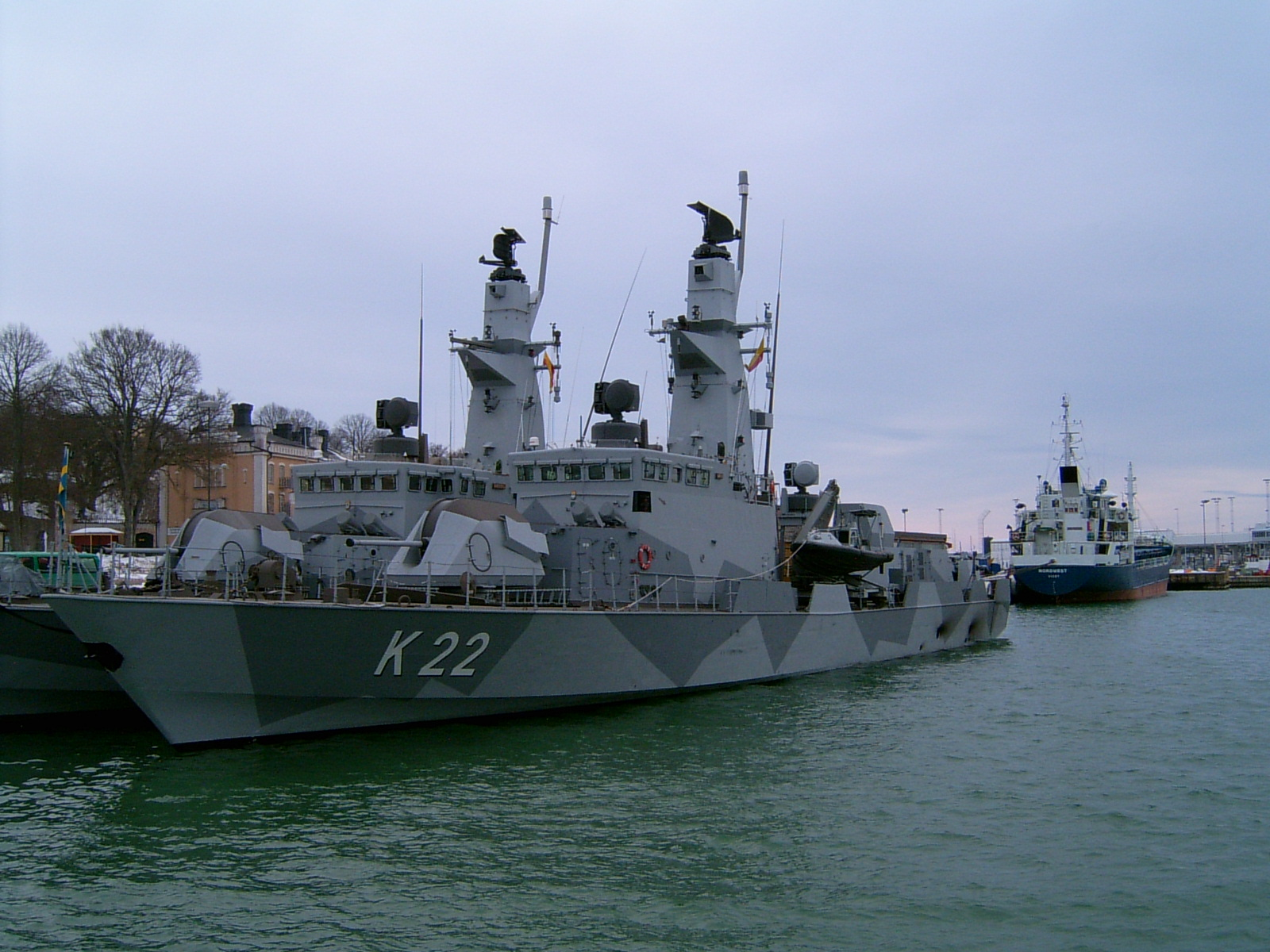
корвети типу «Гетеборг»

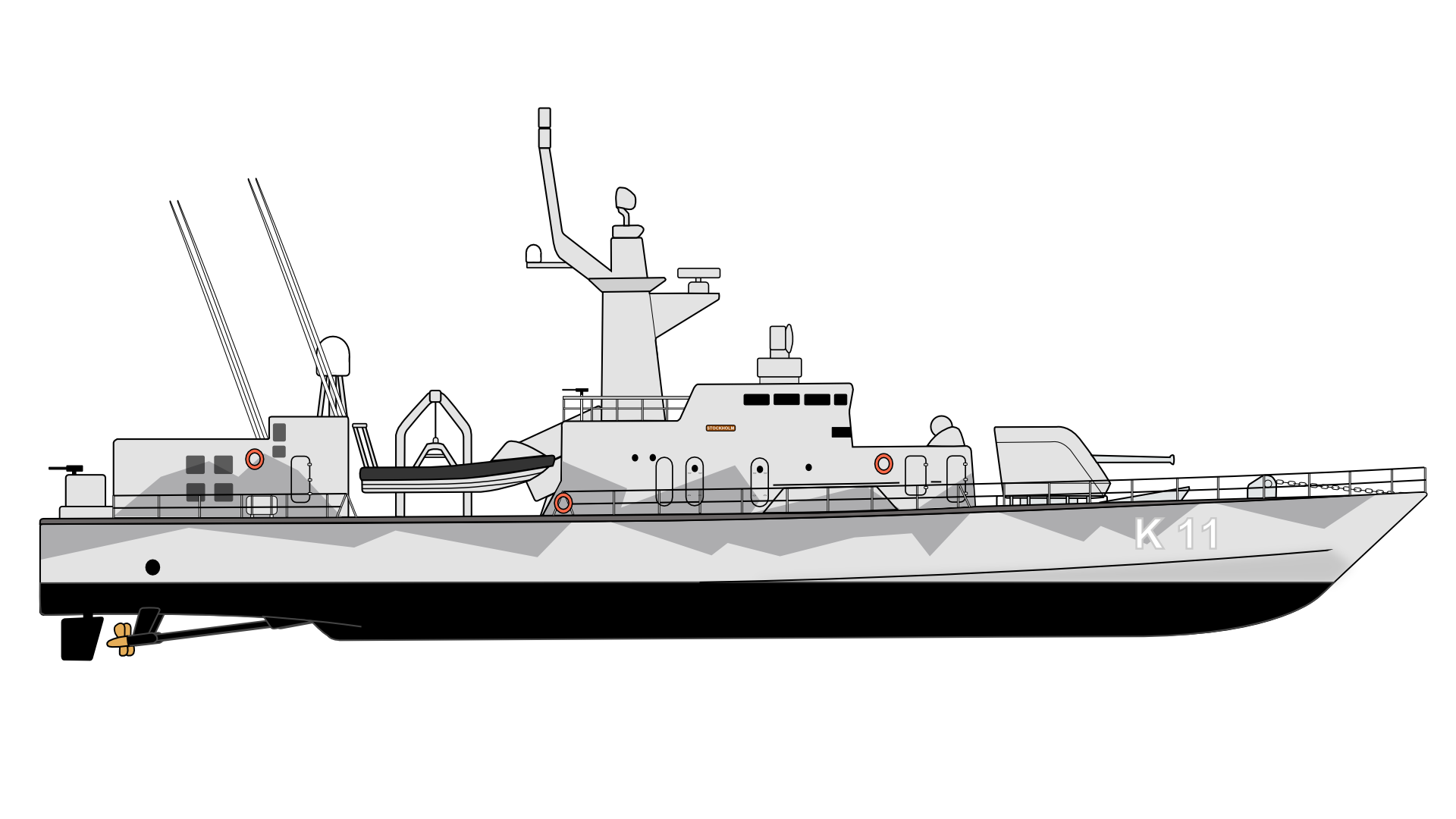
корвет типу «Стокгольм» HMS «Stockholm» (К11)

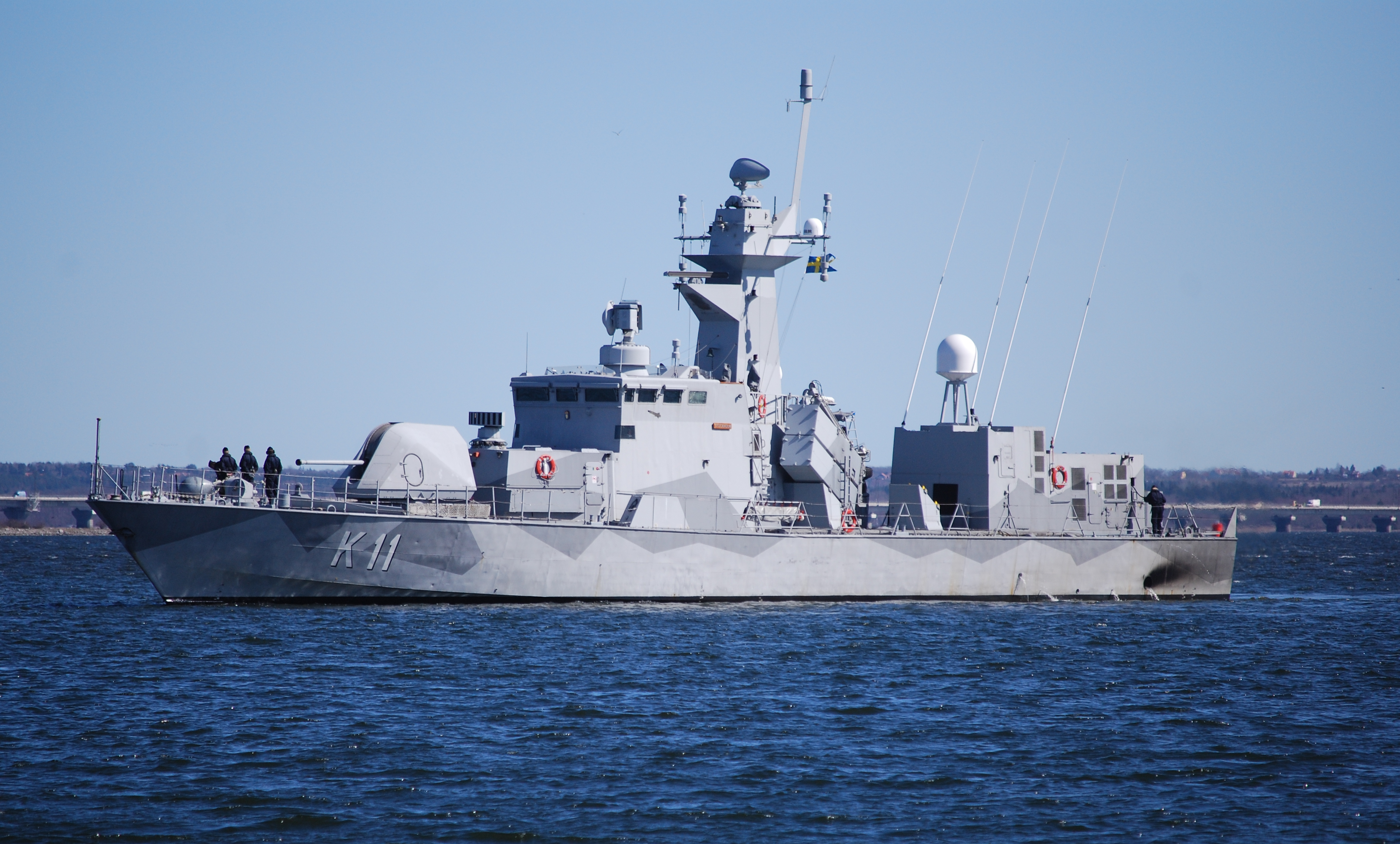
корвет HMS «Stockholm»

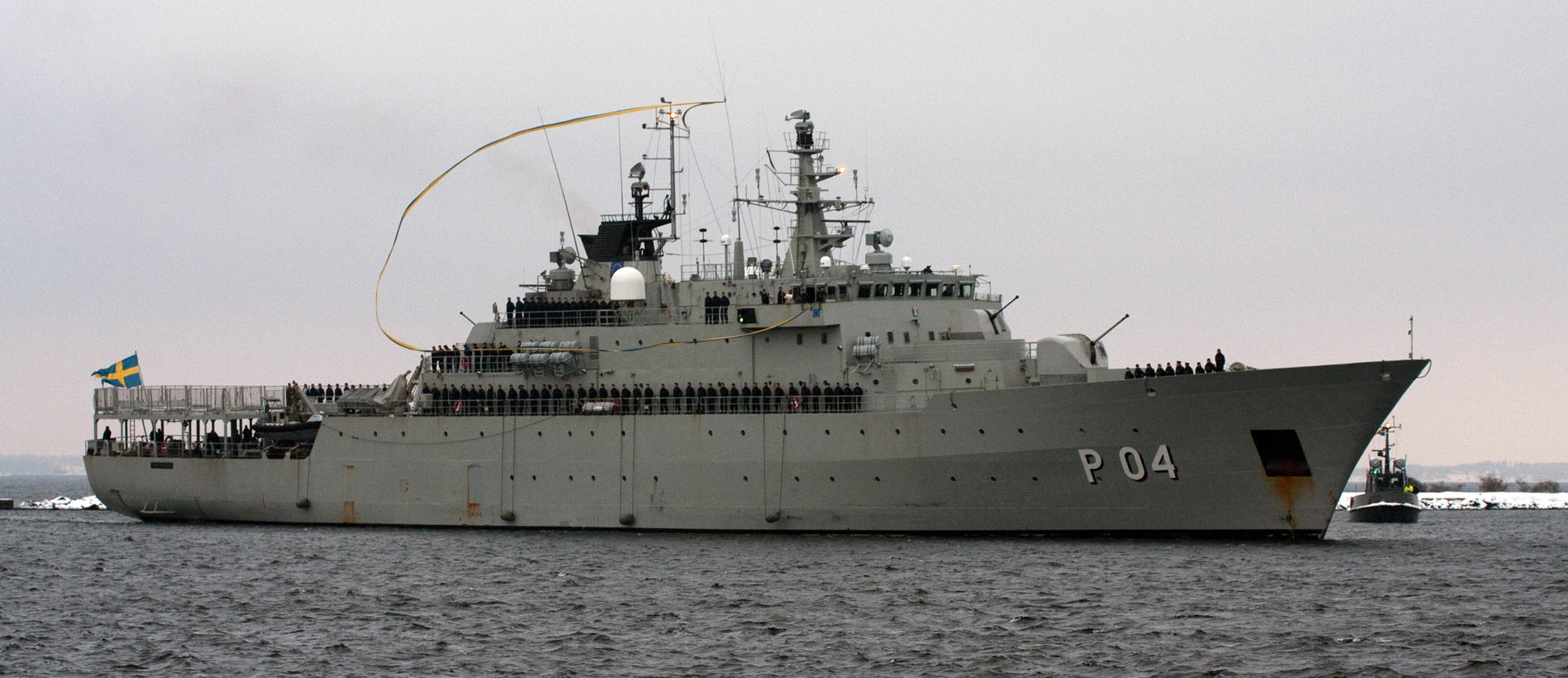

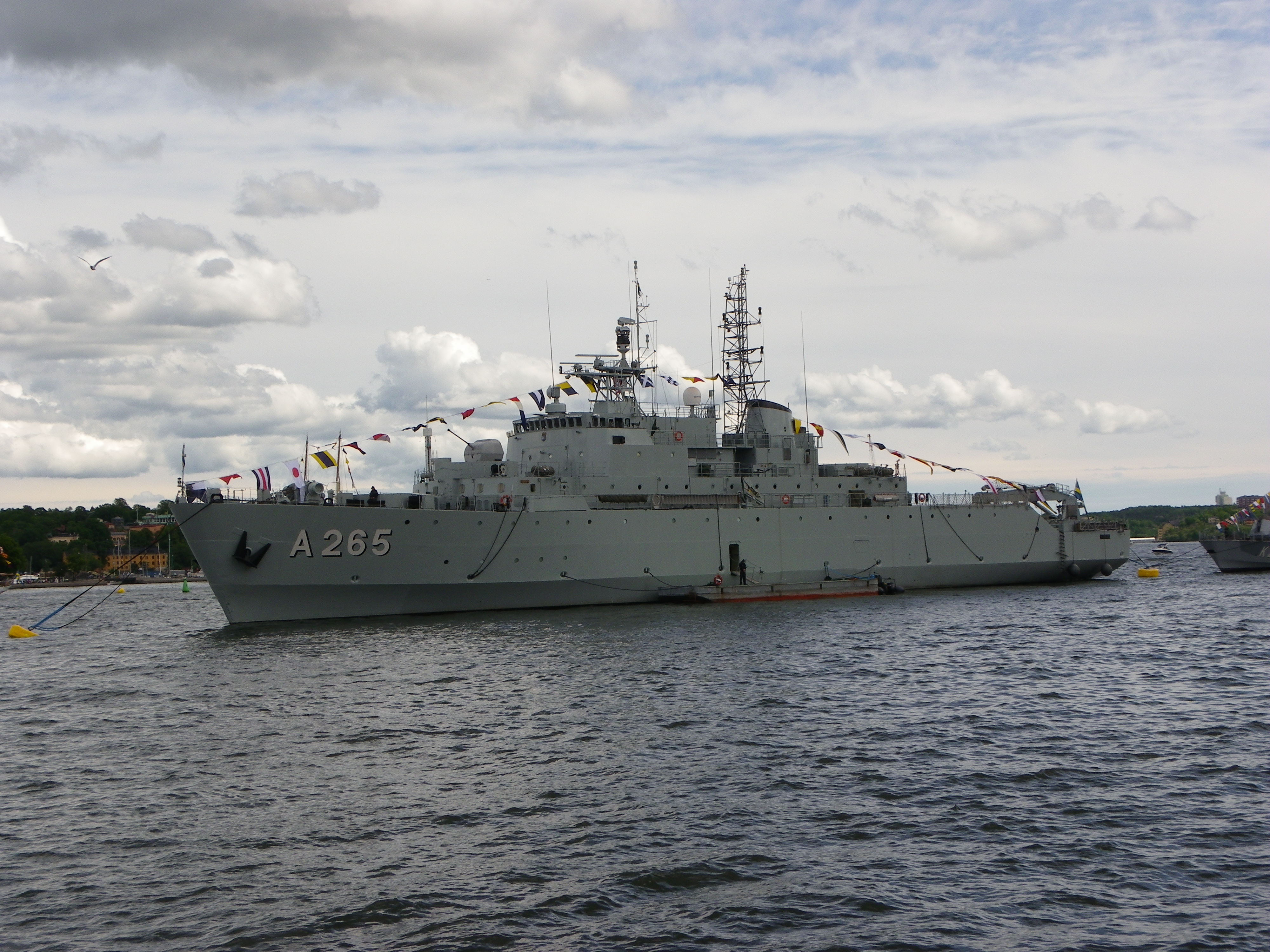

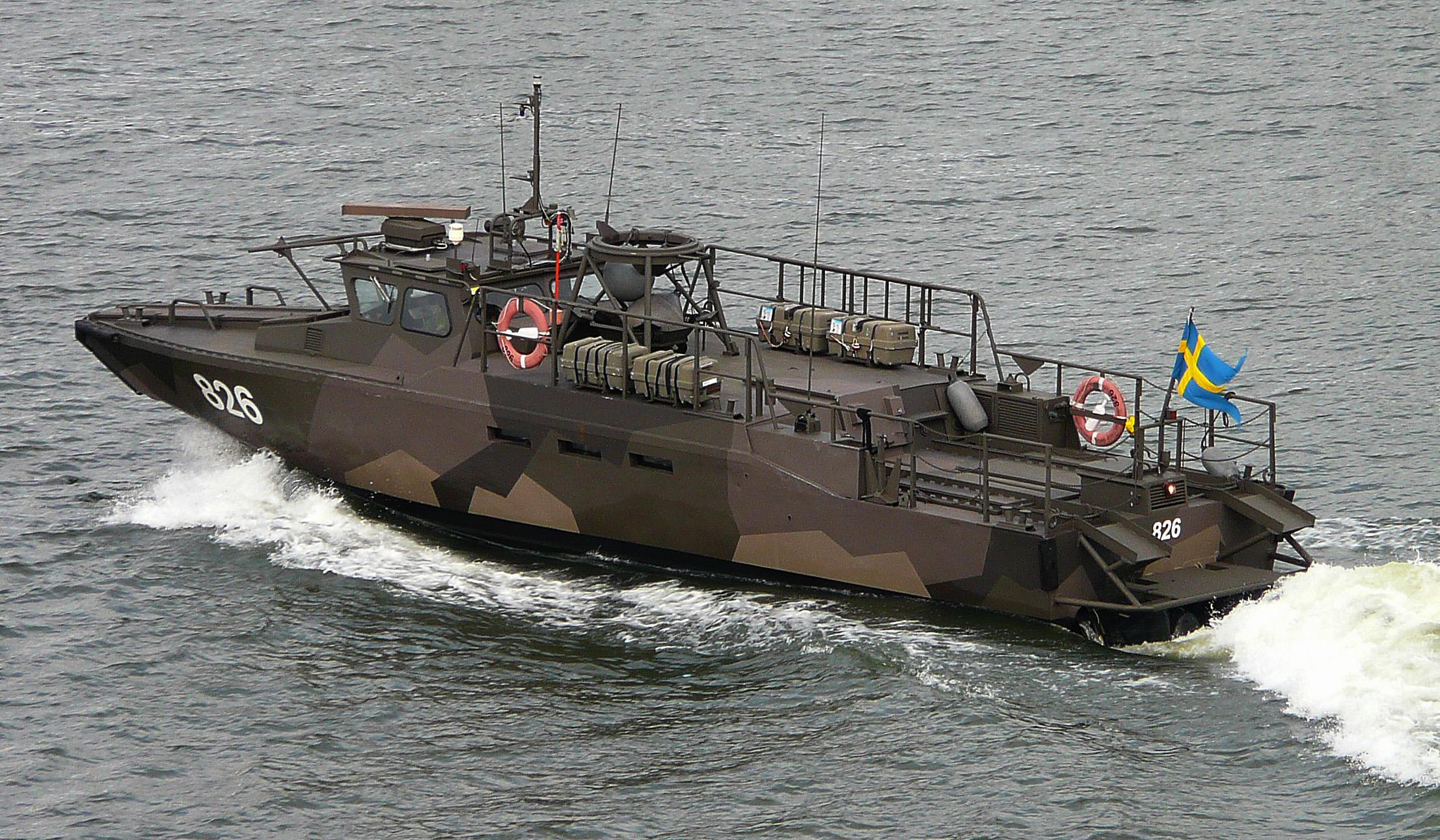
Бойовий човен - 90 (Stridsbåt 90)

| Тип                                 | Фото            | Виробництво/Країна | Бортовий №      | Назва              | Спущений на воду | Введений до складу ВМС ЗС Швеції | Призначення корабля | Статус/примітки |
| Підводний човен                     | Підводний човен | Підводний човен    | Підводний човен | Підводний човен    | Підводний човен  | Підводний човен                  | Підводний човен     | Підводний човен |
| ----------------------------------- | --------------- | ------------------ | --------------- | ------------------ | ---------------- | -------------------------------- | ------------------- | --------------- |
| Підводний човен типу «Gotland»      |                 | Швеція             | немає           | HMS «Gotland»      | 2 вересня 1996   |                                  |                     |                 |
| Підводний човен типу «Gotland»      |                 | Швеція             | немає           | HMS «Uppland»      | 1 травня 1997    |                                  |                     |                 |
| Підводний човен типу «Gotland»      |                 | Швеція             | немає           | HMS «Halland»      | 1 жовтня 1997    |                                  |                     |                 |
| Підводний човен типу «Седерманланд» |                 | Швеція             | немає           | HMS «Södermanland» | 21 квітня 1989   |                                  |                     |                 |
| Підводний човен типу «Седерманланд» |                 | Швеція             | немає           | HMS «Östergötland» | 10 січня 1990    |                                  |                     |                 |
| Корвети                             |                 |                    |                 |                    |                  |                                  |                     |                 |
| корвет типу «Visby»                 |                 | Швеція             | K31             | HMS «Visby»        | 2005             |                                  |                     |                 |
| корвет типу «Visby»                 |                 | Швеція             | K32             | HMS «Helsingborg»  | 16 грудня 2009   |                                  |                     |                 |
| корвет типу «Visby»                 |                 | Швеція             | K33             | HMS «Härnösand»    | 16 грудня 2009   |                                  |                     |                 |
| корвет типу «Visby»                 |                 | Швеція             | K34             | HMS «Nyköping»     |                  |                                  |                     |                 |
| корвет типу «Visby»                 |                 | Швеція             | K35             | HMS «Karlstad»     |                  |                                  |                     |                 |
| корвет типу «Göteborg»              |                 | Швеція             | К21             | HMS «Göteborg»     |                  |                                  |                     | В резерві       |
| корвет типу «Göteborg»              |                 | Швеція             | К22             | HMS «Gävle»        | 1 лютого 1991    |                                  |                     |                 |
| корвет типу «Göteborg»              |                 | Швеція             | К23             | HMS «Kalmar»       |                  |                                  |                     | В резерві       |
| корвет типу «Göteborg»              |                 | Швеція             | К24             | HMS «Sundsvall»    | 7 липня 1993     |                                  |                     |                 |
| корвет типу «Stockholm»             |                 | Швеція             | К11             | HMS «Stockholm»    |                  |                                  |                     |                 |
| корвет типу «Stockholm»             |                 | Швеція             | К12             | HMS «Malmö»        |                  |                                  |                     |                 |
| Патрульні катери                    |                 |                    |                 |                    |                  |                                  |                     |                 |
| патрульний катер типу 80            |                 |                    |                 | HMS «Tapper»       |                  |                                  |                     |                 |
| патрульний катер типу 80            |                 |                    |                 | HMS «Rapp»         |                  |                                  |                     |                 |
| патрульний катер типу 80            |                 |                    |                 | HMS «Djärv»        |                  |                                  |                     |                 |
| патрульний катер типу 80            |                 |                    |                 | HMS «Ärlig»        |                  |                                  |                     |                 |
| патрульний катер типу 80            |                 |                    |                 | HMS «Modig»        |                  |                                  |                     |                 |
| патрульний катер типу 80            |                 |                    |                 | HMS «Dristig»      |                  |                                  |                     |                 |
| патрульний катер типу 80            |                 |                    |                 | HMS «Händig»       |                  |                                  |                     |                 |
| патрульний катер типу 80            |                 |                    |                 | HMS «Trygg»        |                  |                                  |                     |                 |
| патрульний катер типу 80            |                 |                    |                 | HMS «Hurtig»       |                  |                                  |                     |                 |
| патрульний катер типу 80            |                 |                    |                 | HMS «Stolt»        |                  |                                  |                     |                 |
| патрульний катер типу 80            |                 |                    |                 | HMS «Munter»       |                  |                                  |                     |                 |
| патрульний катер типу 80            |                 |                    |                 | HMS «Orädd»        |                  |                                  |                     |                 |
| Мінні тральщики                     |                 |                    |                 |                    |                  |                                  |                     |                 |
| мінний тральщик типу «Landsort»     |                 |                    |                 | HMS «Landsort»     |                  |                                  |                     |                 |
| мінний тральщик типу «Landsort»     |                 |                    |                 | HMS «Arholma»      |                  |                                  |                     |                 |
| мінний тральщик типу «Landsort»     |                 |                    |                 | HMS «Koster»       |                  |                                  |                     |                 |
| мінний тральщик типу «Landsort»     |                 |                    |                 | HMS «Kullen»       |                  |                                  |                     |                 |
| мінний тральщик типу «Landsort»     |                 |                    |                 | HMS «Vinga»        |                  |                                  |                     |                 |
| мінний тральщик типу «Landsort»     |                 |                    |                 | HMS «Ven»          |                  |                                  |                     |                 |
| мінний тральщик типу «Landsort»     |                 |                    |                 | HMS «Ulvön»        |                  |                                  |                     |                 |
| Допоміжні кораблі                   |                 |                    |                 |                    |                  |                                  |                     |                 |
|                                     |                 |                    | А 265           | HMS «Visborg»      |                  |                                  |                     |                 |

- 20 мінних тральщиків (4 Styrsö, 1 Utö, 1 Skredsvic, 2 Gassten, 1 Vicksten, 4 Hisingen )
- 120-187 десантних катерів, озброєння - 12,7 мм кулемети і 40 мм гранатомет.
- 1 корабель радіотехнічної розвідки Orion.

### Бойові човни
- «Stridsbåt 90» (147 в експлуатації)
- «Stridsbåt 90E» (5 в експлуатації)

## Префікс кораблів і суден
Кораблі і судна ВМФ Швеції мають префікс HMS (швед. Hans/Hennes Majestäts Skepp - Корабель Його/Її Величності).

## Прапори кораблів і суден

Військово-морський прапор
Гюйс
Вимпел військових кораблів

### Прапори посадових осіб

Адмірал
Віцеадмірал
Контрадмірал
Командор
Капітан 1-го рангу
Капітан 2-го або 3-го рангу
Молодший офіцер
Командир ескадри кораблів
Командир флотилії кораблів
Командир дивізіону кораблів
Старший на рейді

## Військові звання

### Адмірали та офіцери
| Категорії               | Адмірали | Адмірали    | Адмірали     | Адмірали      | Старші офіцери  | Старші офіцери   | Старші офіцери    | Молодші офіцери   | Молодші офіцери | Молодші офіцери |
| ----------------------- | -------- | ----------- | ------------ | ------------- | --------------- | ---------------- | ----------------- | ----------------- | --------------- | --------------- |
|                         |          |             |              |               |                 |                  |                   |                   |                 |                 |
| Шведське звання         | Amiral   | Viceamiral  | Konteramiral | Flotiljamiral | Komendör        | Kommendörkapten  | Örlogskapten      | Kapten            | Löjtnant        | Fänrik          |
| Український відповідник | Адмірал  | Віцеадмірал | Контрадмірал | Коммодор      | Капітан I рангу | Капітан II рангу | Капітан III рангу | Капітан-лейтенант | Лейтенант       | Мічман          |

### Сержанти і матроси
| Категорії               | Унтер-офіцери      | Унтер-офіцери                 | Унтер-офіцери | Унтер-офіцери     | Сержанти і старшини | Сержанти і старшини | Сержанти і старшини | Матроси    | Матроси    | Матроси    | Матроси    | Матроси |
| ----------------------- | ------------------ | ----------------------------- | ------------- | ----------------- | ------------------- | ------------------- | ------------------- | ---------- | ---------- | ---------- | ---------- | ------- |
|                         |                    |                               |               |                   |                     |                     |                     |            |            |            |            |         |
| Шведське звання         | Flottiljförvaltare | Förvaltare                    | Flaggstyrman  | Förste styrman    | Sergeant            | Korpral             | Vicekorpral         | Menig 1kl^ | Menig 1kl³ | Menig 1kl² | Menig 1kl¹ | Menig   |
| Український відповідник | немає              | Головний корабельний старшина | немає         | Головний старшина | Старшина I статті   | Старшина II статті  | Старший матрос      | немає      | немає      | немає      | немає      | Матрос  |

- ¹ 1-й рік служби
- ² 2-й рік служби
- ³ 3-й рік служби
- ^ 4-й рік служби